# 르이주
르이주(태국어: เลย)는 태국 북동부의 주(창왓)로 태국의 주 중에서 가장 인구가 적다. 이웃한 주는 동쪽부터 시계 방향으로 농카이 주, 우돈타니 주, 농부아람푸 주, 콘깬 주, 펫차분 주, 핏사눌록 주이다. 북쪽으로 라오스의 사이냐불리 주와 비엔티안 주에 접한다.

## 지리
주는 낮은 산으로 이루어져 있고 주도 르이는 비옥한 분지에 위치한다. 메콩강의 지류인 르이 강이 주를 통과한다. 이 강은 이웃한 라오스와의 북쪽 경계를 이룬다.
4월 무렵의 여름에는 기온이 섭씨 40도 이상까지 올라가는 반면에, 12월 무렵의 겨울 밤에는 정기적으로 0도 이하로 떨어져 태국에서 유일하게 영하의 기온을 기록하는 곳이다.
주에는 푸끄라등 국립공원의 일부인 푸끄라등을 포함한 몇몇 산지가 있다. 다른 국립공원으로는 푸힌롱끌라, 푸루아, 푸파만, 푸수안사이(나해오)가 있다.
주내에는 푸루앙 야생생물 보호구역이 위치한다.

## 역사
1853년에 몽꿋 왕(라마 4세)은 이 지역의 증가한 인구를 효율적으로 관리하기 위해 르이 시를 세웠다. 1907년에 주가 만들어졌다.

## 행정 구역
주에는 14개의 암프(군)와 더 세부 행정구역인 89개의 땀본 그리고 839개의 무반 (행정 구역)이 있다.
| 1. 므앙르이군 2. 나두앙군 3. 치앙칸군 4. 빡촘군 5. 단사이군 6. 나해오군 7. 푸르아군 | 1. 타리군 2. 왕사풍군 3. 푸끄라등군 4. 푸루앙군 5. 파카오군 6. 에라완군 7. 농힌군 |